# Oscarsgalan 2011

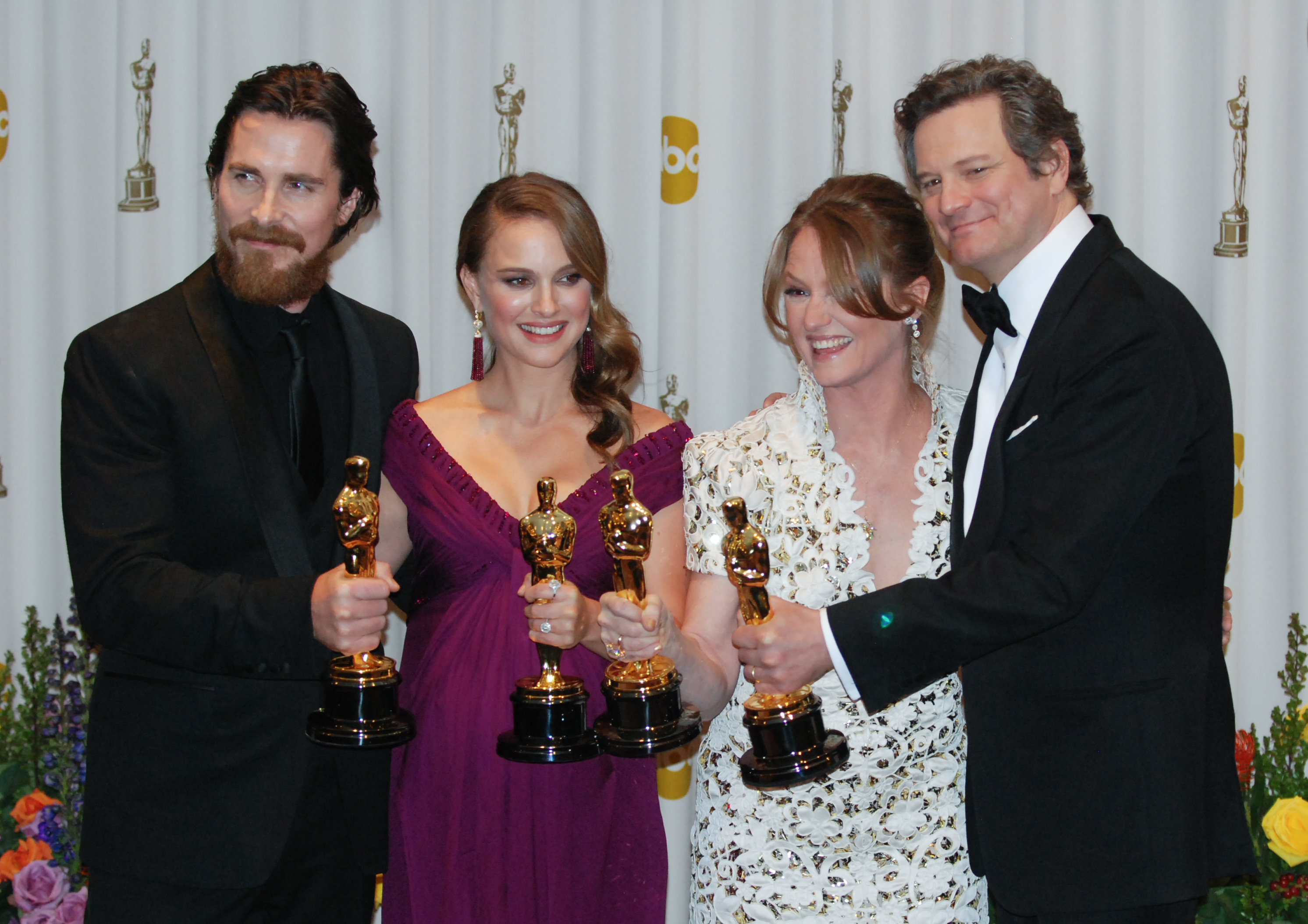
Christian Bale, Natalie Portman, Melissa Leo och Colin Firth vann Oscars för sitt skådespeleri.

Oscarsgalan 2011 är den 83:e upplagan av Oscarsgalan och hölls den 27 februari 2011. James Franco och Anne Hathaway var värdar för galan. Nomineringarna presenterades den 25 januari. The King's Speech erhöll flest nomineringar (12 st).
Kevin Brownlow, Francis Ford Coppola, Jean-Luc Godard och Eli Wallach belönades med Hedersoscar, (Academy Honorary Award).
Bland de som presenterade priserna fanns 
Tom Hanks, Kirk Douglas, Mila Kunis, Justin Timberlake, Javier Bardem, Josh Brolin, Russel Brand, Helen Mirren, Reese Witherspoon, Nicole Kidman, Hugh Jackman, Matthew McConaughey, Scarlett Johansson, Marisa Tomei, Cate Blanchett, Kevin Spacey, Jake Gyllenhaal, Amy Adams, Oprah Winfrey, Billy Crystal, Robert Downey Jr., Jude Law, Jennifer Hudson, Celine Dion, Halle Berry,  Kathryn Bigelow, Hilary Swank, Annette Bening, Jeff Bridges, Sandra Bullock, Steven Spielberg, 

## Vinnare och nominerade
| Bästa film | Bästa regi |
| --- | --- |
| - The King's Speech - The Kids Are All Right - Black Swan - Inception - The Fighter - 127 timmar - Toy Story 3 - Social Network - True Grit - Winter's Bone | - Tom Hooper – The King's Speech - Darren Aronofsky – Black Swan - David O. Russell – The Fighter - David Fincher – Social Network - Joel Coen och Ethan Coen – True Grit |
| Bästa manliga huvudroll | Bästa kvinnliga huvudroll |
| - Colin Firth – The King's Speech - Javier Bardem – Biutiful - Jeff Bridges – True Grit - Jesse Eisenberg – Social Network - James Franco – 127 timmar | - Natalie Portman – Black Swan - Annette Bening – The Kids Are All Right - Nicole Kidman – Rabbit Hole - Jennifer Lawrence – Winter's Bone - Michelle Williams – Blue Valentine |
| Bästa manliga biroll | Bästa kvinnliga biroll |
| - Christian Bale – The Fighter - John Hawkes – Winter's Bone - Jeremy Renner – The Town - Mark Ruffalo – The Kids Are All Right - Geoffrey Rush – The King's Speech | - Melissa Leo – The Fighter - Amy Adams – The Fighter - Helena Bonham Carter – The King's Speech - Hailee Steinfeld – True Grit - Jacki Weaver – Animal Kingdom |
| Bästa originalmanus | Bästa manus efter förlaga |
| - David Seidler – The King's Speech - Mike Leigh – Medan åren går - Scott Silver, Paul Tamasy, Eric Johnson – The Fighter - Christopher Nolan – Inception - Lisa Cholodenko, Stuart Blumberg – The Kids Are All Right | - Aaron Sorkin – Social Network från The Accidental Billionaires av Ben Mezrich - Danny Boyle och Simon Beaufoy – 127 timmar från Between a Rock and a Hard Place av Aron Ralston - Michael Arndt, John Lasseter, Andrew Stanton och Lee Unkrich – Toy Story 3; baserad på Toy Story och Toy Story 2 - Joel och Ethan Coen – True Grit från Mod i barm av Charles Portis - Debra Granik och Anne Rosellini – Winter's Bone från Winter's Bone av Daniel Woodrell |
| Bästa animerade film | Bästa icke-engelskspråkiga film |
| - Toy Story 3 – Lee Unkrich - Draktränaren – Chris Sanders & Dean DeBlois - Illusionisten – Sylvain Chomet | - Hämnden (Danmark) på danska, svenska och engelska – Susanne Bier - Incendies (Kanada) på franska och arabiska – Denis Villeneuve - Hors-la-loi (Algeriet) på franska och arabiska – Rachid Bouchareb - Biutiful (Mexiko) på spanska och engelska – Alejandro González Iñárritu - Dogtooth (Grekland) på grekiska – Giorgos Lanthimos |
| Bästa dokumentär | Bästa kortfilmsdokumentär |
| - Inside Job – Charles Ferguson och Audrey Marrs - Exit Through the Gift Shop – Banksy och Jaimie D'Cruz - Gasland – Josh Fox och Trish Adlesic - Restrepo – Tim Hetherington och Sebastian Junger - Waste Land – Lucy Walker och Angus Aynsley | - Strangers No More – Karen Goodman och Kirk Simon - Killing in the Name – Jed Rothstein - Poster Girl – Sara Nesson - Sun Come Up – Jennifer Redfearn och Tim Metzger - The Warriors of Qiugang – Ruby Yang och Thomas Lennon |
| Bästa kortfilm | Bästa animerade kortfilm |
| - God of Love – Luke Matheny - The Confession – Tanel Toom - The Crush – Michael Creagh - Na Wewe – Ivan Goldschmidt - Wish 143 – Ian Barnes | - The Lost Thing – Andrew Ruhemann och Shaun Tan - Madagascar, a Journey Diary – Bastien Dubois - Day & Night – Teddy Newton - The Gruffalo – Max Lang och Jakob Schuh - Let's Pollute – Geefwee Boedoe |
| Bästa filmmusik | Bästa sång |
| - Social Network – Trent Reznor och Atticus Ross - 127 timmar – A.R. Rahman - Draktränaren – John Powell - Inception – Hans Zimmer - The King's Speech – Alexandre Desplat | - "We Belong Together" från Toy Story 3 – Randy Newman - "Coming Home" från Country Strong – Bob DiPiero, Tom Douglas, Hillary Lindsey och Troy Verges - "If I Rise" från 127 timmar – A.R. Rahman, Rollo Armstrong och Dido - "I See the Light" från Trassel – Alan Menken och Glenn Slater |
| Bästa ljudredigering | Bästa ljudmix |
| - Inception – Richard King - Toy Story 3 – Tom Myers och Michael Silvers - Tron: Legacy – Gwendolyn Yates Whittle och Addison Teague - True Grit – Skip Lievsay och Craig Berkey - Unstoppable – Mark P. Stoeckinger | - Inception – Lora Hirschberg, Gary A. Rizzo och Ed Novick - The King's Speech – Paul Hamblin, Martin Jensen och John Midgley - Salt – Jeffrey J. Haboush, Greg P. Russell, Scott Millan och William Sarokin - Social Network – Ren Klyce, David Parker, Michael Semanick och Mark Weingarten - True Grit – Skip Lievsay, Craig Berkey, Greg Orloff och Peter F. Kurland                                                                                         |
| Bästa scenografi | Bästa foto |
| - Alice i Underlandet – Art Direction: Robert Stromberg; Set Decoration: Karen O'Hara - Harry Potter och dödsrelikerna – Del 1 – Art Direction: Stuart Craig; Set Decoration: Stephenie McMillan - Inception – Art Direction: Guy Hendrix Dyas; Set Decoration: Larry Dias & Doug Mowat - The King's Speech – Art Direction: Eve Stewart; Set Decoration: Judy Farr - True Grit – Art Direction: Jess Gonchor; Set Decoration: Nancy Haigh | - Inception – Wally Pfister - Black Swan – Matthew Libatique - The King's Speech – Danny Cohen - Social Network – Jeff Cronenweth - True Grit – Roger Deakins |
| Bästa smink | Bästa kostym |
| - The Wolfman – Rick Baker och Dave Elsey - Barney's Version – Adrien Morot - The Way Back – Edouard F. Henriques, Gregory Funk och Yolanda Toussieng | - Alice i Underlandet – Colleen Atwood - Kärlek på italienska – Antonella Cannarozzi - The King's Speech – Jenny Beavan - The Tempest – Sandy Powell - True Grit – Mary Zophres |
| Bästa klippning | Bästa specialeffekter |
| - Social Network – Angus Wall och Kirk Baxter - Black Swan – Andrew Weisblum - The Fighter – Pamela Martin - The King's Speech – Tariq Anwar - 127 timmar – Jon Harris | - Inception – Paul Franklin, Chris Corbould, Andrew Lockley och Peter Bebb - Alice i Underlandet – Ken Ralston, David Schaub, Carey Villegas och Sean Phillips - Harry Potter och dödsrelikerna – Del 1 – Tim Burke, John Richardson, Christian Manz och Nicolas Aithadi - Livet efter detta – Michael Owens, Bryan Grill, Stephan Trojanski och Joe Farrell - Iron Man 2 – Janek Sirrs, Ben Snow, Ged Wright och Daniel Sudick                                  |

## Filmer med fler än en nominering
När nomineringarna presenterades månaden innan galan erhöll fjorton filmer fler än en nominering:
- Tolv: The King's Speech
- Tio: True Grit
- Åtta: Inception och Social Network
- Sju: The Fighter
- Sex: 127 timmar
- Fem: Black Swan och Toy Story 3
- Fyra: The Kids Are All Right och Winter's Bone
- Tre: Alice i Underlandet
- Två: Biutiful, Harry Potter och dödsrelikerna – Del 1 och Draktränaren

Av dessa filmer belönades sex stycken med fler än en Oscar:
- Fyra: Inception och The King's Speech
- Tre: Social Network
- Två: Alice i Underlandet, The Fighter, och Toy Story 3